# Barcience
Barcience – gmina w Hiszpanii, w prowincji Toledo, w Kastylii-La Mancha, o powierzchni 18,98 km². W 2011 gmina liczyła 760 mieszkańców.